# Sibylle Pasche
Sibylle Pasche, née le 24 août 1976 à Lucerne, est une sculptrice suisse. Elle vit et travaille à Zurich, à Carrare en Italie et aux États-Unis. De 1996 à 2000, Sybille Pasche étudie la sculpture à l'Académie des arts de Carrare où elle soutient une thèse intitulée « Sculptrices femmes : les sculptrices féminines dans l'histoire de l'Art ». De 1999 à 2002, elle enseigne au Liceo Artistico à Zurich. 

## Description de son œuvre

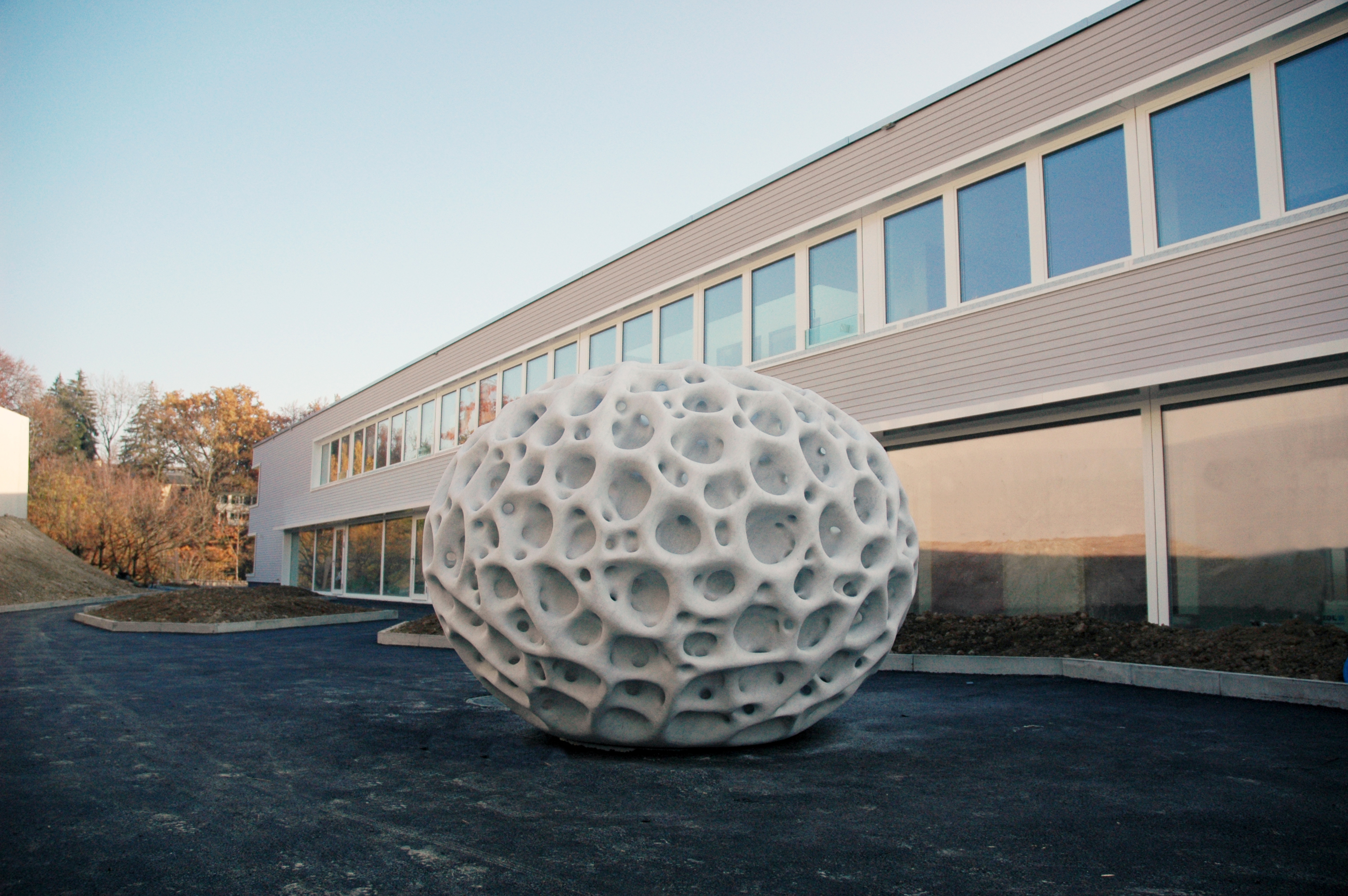
Traces of Time, Meilen/Zurich, 2011

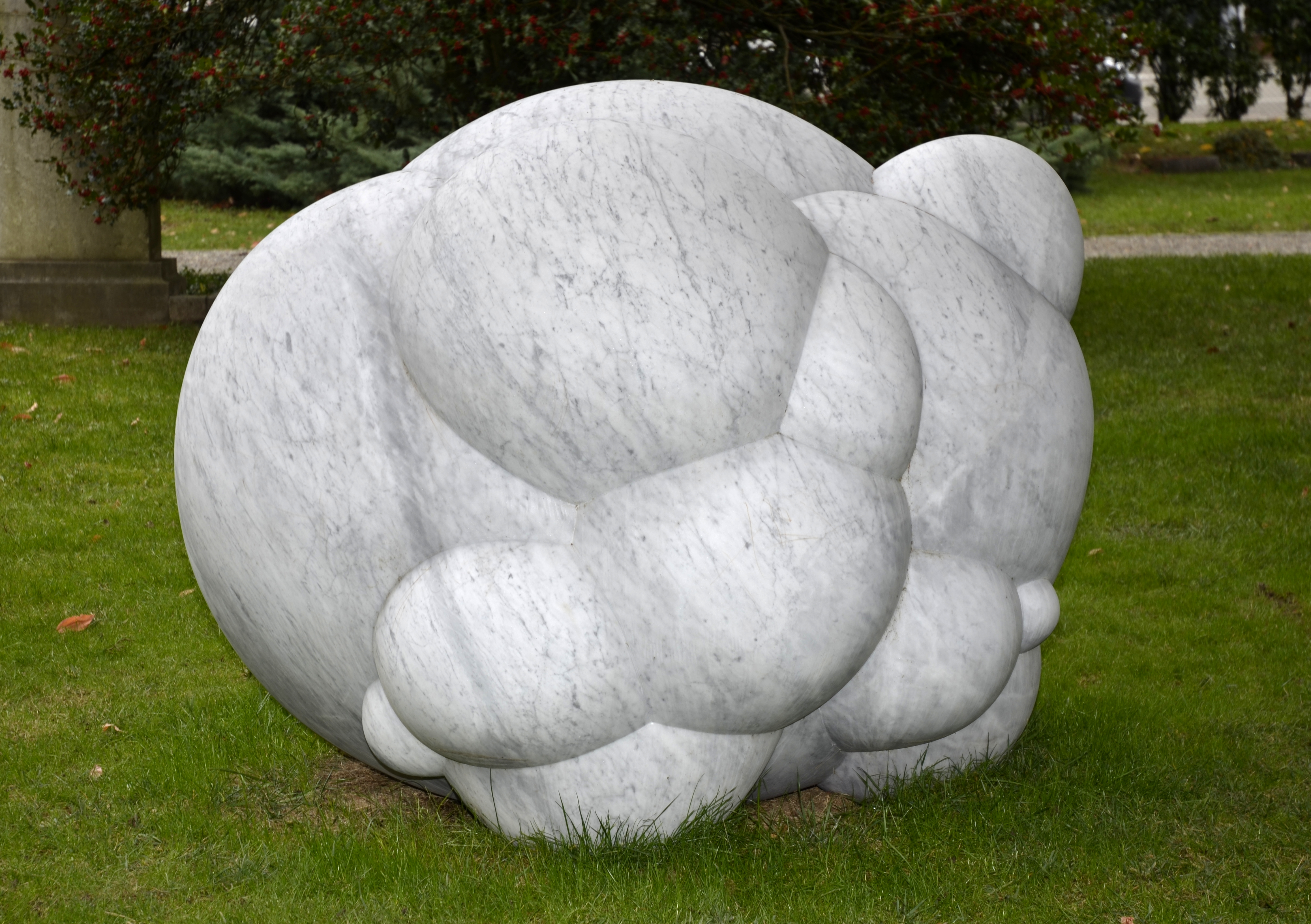
Nascita, sculpture de Sibylle Pasche, cimetière des Rois, Genève

Sibylle Pasche est connue pour ses sculptures exposées en extérieur. Elle travaille principalement avec de la pierre (marbre de carrare, noir de Golzinne, travertin),. Les processus naturels et les formes simples de la vie de tous les jours l'inspirent. Elle travaille  à partir de formes connues qu'elle développe suivant ses propres règles de rythme et proportions. Ses réalisations pèsent plusieurs tonnes et prennent la forme de rochers. Le choix de matériaux durables avec une certaine notion de longévité est censé prendre à revers l'esprit du temps qui est dédié à la rapidité. Sybille Pasche préfère le recours à l'esthétique plutôt que la provocation. Traces of time (2011) est une pièce représentative des préoccupations de l'artiste de pourvoir sculpter l'intériorité. 
Ses dessins et peintures peuvent être considérés comme des compléments de ses ouvrages en pierre. Elle évoque les phénomènes naturels en investiguant le micro et le macrocosme. Comme le révèle ses séries intitulées – Cells and Stars, New York (2008/09) and Stars and Snow, Engadine (2010) – ses dessins établissent un lien entre la fragilité et le cosmos.
En novembre 2016 elle participe à l'exposition Open End au cimetière des Rois à Genève, en exposant Nascita pour les 150 ans des pompes funèbres publiques de Genève.

## Expositions  (sélection)
- 2012 : Mana Contemporary, Jersey City (US)
- 2012 : 5th Swiss Triennial Sculpture Exhibition, Bad Ragaz (CH) and Vaduz (FL)
- 2010 : Cass Sculpture Foundation, Goodwood, West Sussex (GB)
- 2010 : Draw. Museo de la Ciudad de Mexico, Mexico City
- 2010 : Yorkshire Sculpture Park, Wakefield, West Yorkshire (GB)
- 2008 : Cynthia Reeves Gallery, New York
- 2008 : Genius Loci. Island Palmaria/Porto Venere (IT)
- 2008 : Voluminous Carvings. Seeanlage Meilen/Zurich (CH)[10]
- 2006 : XII International Sculpture Biennale, Carrara (IT)
- 2006 : Stiftung SkulptUrschweiz, Ennetbürgen/Luzern (CH)
- 2005 : Künstlerhaus am Lenbachplatz, Munich (DE)

## Commandes publiques et collections (sélection)
- 2011 : Traces of Time. AZ Platten, Meilen/Zurich (CH)[11]
- 2011 : Islands of Stories. Nanshing High School of Chiayi, Taiwan[12]
- 2009 : Dartmouth-Hitchcock Medical Center, Lebanon (US)
- 2008 : Gioco d'Acque II. Seeanlage Meilen/Zurich (CH)
- 2006 : Smiling Stars, Daegu Bank Headquarters, Daegu, South Korea
- 2005 : Casoria International Contemporary Art Museum, Naples (IT)
- 2005 : Mulinelli. Historical Centre Lenzburg (CH)
- 2005 : Historical Centre Wilhelmshaven (DE)
- 2002 : Sculpture Museum, Teulada, Sardinia (IT)
- 2002 : Sculpture Park R. Ciulli, Monticiano, Siena (IT)
- 1998 : Esplanade, Piazza Paradiso, Marina di Carrara (IT)